# Riyad Pascha

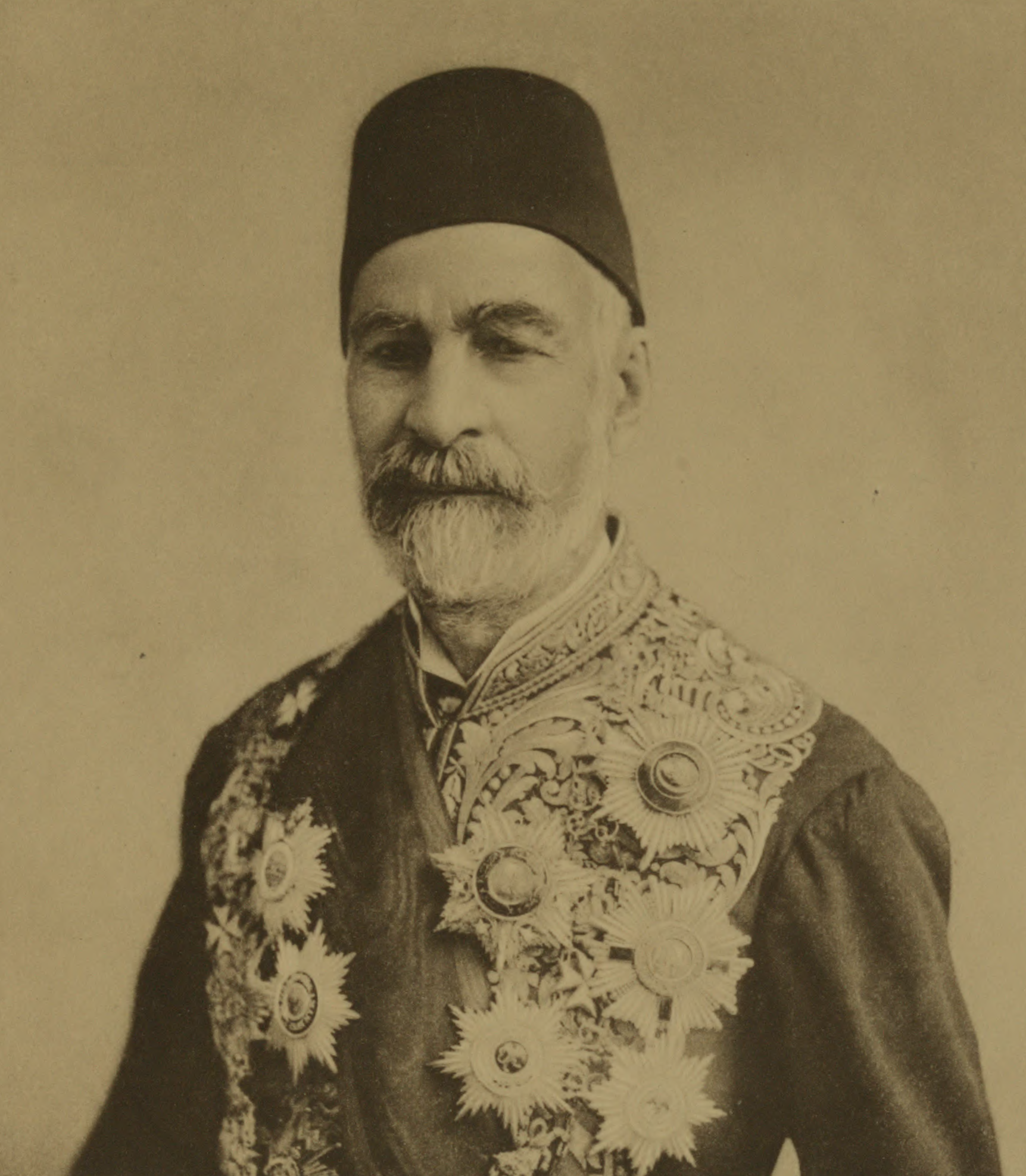
Riyad Pascha

Mustafa Riyad Pascha (auch Riaz Pascha und Riyad Bascha; arabisch مصطفى رياض باشا, DMG Muṣṭafā Riyāḍ Bāsā; * 1835 oder 1836 in Kairo; † Juni 1911 in Alexandria) war ein ägyptischer Staatsmann. Während seiner politischen Karriere war er dreimal Premierminister von Ägypten. Seine erste Amtszeit war vom 21. September 1879 bis zum 10. September 1881, seine zweite vom 9. Juni 1888 bis zum 12. Mai 1891. Seine letzte Amtszeit dauerte vom 17. Januar 1893 bis zum 16. April 1894.

## Hintergrund und Überblick
Riyad war in einer für Ägypten wichtigen, aber auch schwierigen Umbruchphase tätig: Sein Aufstieg fiel in die Zeit, in der Ägypten formell (bis 1922) noch von Vasallen des Osmanischen Reiches geführt wurde. Diese stammten aus der Adelsdynastie des Muhammad Ali und führten zunächst noch den erblichen Titel eines Wālīs, eines Provinzgouverneurs, ab 1867 – gegen Verdoppelung des Tributs – den eines Khediven (Vizekönig) der osmanischen Provinz Ägypten. Unter ihnen erlebte und beförderte Riyad die Loslösung von der Herrschaft des in Istanbul residierenden Sultans. Er diente, noch in untergeordneter Position, in der Endphase des Wālīs Muhammad Said (Regentschaft 1854–1863), dann unter dessen Neffen und Nachfolger Ismail Pascha (Khedive bis 1879). Als Premierminister führte Riyad die Geschäfte zu Beginn und gegen Ende der Regentschaft des Khediven Tawfiq (1879–1892) sowie in der frühen Herrschaft des Khediven Abbas Hilmi II. (1892–1914), Sohn bzw. Enkel von Ismail Pascha.
Riyads Zeit war geprägt von einer unter Ismail Pascha eingeleiteten Modernisierung Ägyptens mit zunehmender europäischen Durchdringung der ägyptischen Wirtschaft und Kultur, aber auch einer daraus erwachsenen hohen Verschuldung. Mit Eroberung der Regionen Darfur und Kurdufan im heutigen Sudan erreichte Ägypten seine größte Ausdehnung, verlor die Gebiete jedoch 1883 auch wieder. Das erst 1878 auf Druck europäischer Geldgeber geschaffene Amt des Premierministers von Ägypten musste noch Konturen gewinnen. Die Amtsinhaber standen in einem ständigen Spannungsverhältnis zwischen dem amtierenden Khediven, den ausländischen Financiers und dem ägyptischen Militär. Schließlich begann – nach Niederschlagung der nationalistischen Urabi-Bewegung – 1882 die Phase der britischen Herrschaft in Ägypten.
Wichtige Gegenspieler Riyads hinsichtlich des Amtes des Premierministers waren Nubar Pascha, ein enger Vertrauter Ismail Paschas, sowie Muhammad Scharif Pascha, die das Amt ebenfalls je dreimal bekleideten.
Informationen zum biografischen Hintergrund Riyad Paschas lieferte die familiär mit Riyad verbundene ägyptische Autorin Sana Hasan in ihrem 1986 erschienenen Buch Enemy in the Promised Land – An Egyptian Woman’s Journey into Israel'.

## Leben
Riyad stammte laut Angaben von Hasan, der Nichte seines Schwiegersohns, aus einer tscherkessischen Familie, soll aber jüdischer Abstammung gewesen sein. Über sein frühes Leben ist wenig bekannt, außer dass er 1863, noch vor dem Amtsantritt von Ismail Pascha, eine untergeordnete Position innehatte.
Ismail Pascha erkannte in Riyad die Fähigkeit zu harter Arbeit sowie einen starken Willen und ernannte ihn zu einem seiner Minister. Mit seiner Ehrlichkeit und Selbstständigkeit stieß Riyad nicht immer auf das Wohlwollen des Khediven. Als Ismail Pascha auf Druck internationaler Geldgeber wegen der enormen Staatsverschuldung einer Untersuchungskommission zustimmen musste, wurde Riyad, zugleich der einzige Ägypter, zum Vizepräsidenten der Kommission bestimmt. Er erfüllte dieses Amt aus Sicht der Initiatoren mit Auszeichnung, aber nicht nach den Erwartungen von Ismail Pascha.
Dennoch sah Letzterer sich auf Druck französischer und britischer Kreditgeber gezwungen, um selbst Monarch bleiben zu können, Riyad 1878 als Innenminister in das erste, kurzlebige, nur von September 1878 bis April 1879 amtierende ägyptische Kabinett zu berufen. Als Ismail Pascha ihn aus dem Kabinett entließ und versuchte, die autokratische Herrschaft neu zu errichten, musste Riyad aus dem Land fliehen.

## Politische Karriere

### Erste Amtszeit als Premierminister
Nachdem Ismail Pascha im Juni 1879 abgesetzt worden war, erwirkten britische und französische Finanzkontrolleure in der Folge die Ernennung Riyads zum Premierminister unter dem neuen Khediven Tawfiq, Ismails Sohn; in Personalunion übte er zugleich das Amt des Finanz- und Innenministers aus. Die Regierung zeichnete sich durch positive Leistungen aus, stürzte jedoch aufgrund heftiger, von Riyad unterschätzter Agitation nationalistischer Kreise, die von Urabi Pasha angeführt wurden. Am Abend des 9. September 1881 wurde Riyad nach Demonstrationen des Militärs entlassen; wegen der Stimmung im Land und gesundheitlicher Probleme ging er nach Europa und blieb die kurze Zeit bis zum Sturz Urabis in Genf.
Hiernach kehrte er als Innenminister unter dem Premierminister Muhammad Scharif Pascha zurück und machte sich für die sofortige Hinrichtung Urabis und seiner Unterstützer stark. Als die Briten jedoch zur Befriedung darauf bestanden, Milde gegenüber den Anführern des Aufstands zu zeigen, weigerte sich Riyad als Innenminister im Amt zu bleiben und trat im Dezember 1882 zurück.

### Zweite Amtszeit als Premierminister
Nach Jahren ohne öffentliche Ämter wurde er 1888 gedrängt, eine neue Regierung zu bilden, nachdem Nubar Pascha entlassen worden war. Riyad hatte inzwischen erkannt, dass ägyptische Staatsmänner zu jener Zeit nur im Einklang mit dem mächtigen britischen Vertreter Sir Evelyn Baring (später bekannt als Lord Cromer) regieren konnten. In einer vergleichsweise stabilen Phase stieß er zahlreiche Reformen an, darunter die Abschaffung der Leibeigenschaft. Zum Bruch und Rücktritt kam es jedoch, als im Mai 1891 ein anglo-indischer Beamter gegen Riyads Willen zum Justizberater des Khediven ernannt wurde.

### Dritte Amtszeit als Premierminister
Ein drittes und letztes Mal wurde Riyad im Januar 1893 zum Premierminister berufen: Als Kompromisskandidat der Briten und des neuen Khediven Abbas Helmi II. übernahm er die Funktion, ehe er im April 1894 krankheitsbedingt zurücktrat und sich endgültig aus der aktiven Politik zurückzog.

## Einschätzungen und Würdigungen
Nach zeitgenössischen Einschätzungen war Riyad Pascha seinem Hauptkonkurrenten für das Amt des Premierministers, Nubar Pascha, intellektuell und moralisch überlegen, ließ jedoch das Staatsmännische und die Kompromissfähigkeit missen; er habe sich als gutmeinenden Autokraten verstanden. Als Anerkennung für seine Arbeit zeichnete das Vereinigte Königreich Riyad Pascha noch während seiner zweiten Amtszeit 1889 mit dem Orden Order of St Michael and St George aus. Bei seiner Abschiedsrede am 4. Mai 1907 würdigte Lord Cromer ihn als besonders mutig und standhaft, insbesondere gegenüber dem charismatischen Herrscher Ismail Pascha und dessen Misswirtschaft.